# Alijó
Alijó est une municipalité (en portugais : concelho ou município) de 10486 habitants (2021) au Portugal, située dans le district de Vila Real et la région Nord (Sous-région du Douro).

## Géographie
Alijó est située sur le Douro. Elle est limitrophe :
- au nord, de Vila Pouca de Aguiar et Murça,
- à l'est, de Carrazeda de Ansiães,
- au sud, de São João da Pesqueira,
- à l'ouest, de Sabrosa.

## Démographie
| 1801  | 1849  | 1900   | 1930   | 1960   | 1981   | 1991   | 2001   | 2004   |
| ----- | ----- | ------ | ------ | ------ | ------ | ------ | ------ | ------ |
| 2 423 | 5 454 | 19 919 | 20 452 | 23 511 | 18 846 | 16 327 | 14 320 | 13 942 |

## Subdivisions
La municipalité d'Alijó groupe 19 paroisses (freguesia, en portugais) :
- Alijó
- Amieiro
- Carlão
- Casal de Loivos
- Castedo
- Cotas
- Favaios
- Pegarinhos
- Pinhão
- Pópulo
- Ribalonga
- São Mamede de Ribatua
- Sanfins do Douro
- Santa Eugénia
- Vale de Mendiz
- Vila Chã
- Vila Verde
- Vilar de Maçada
- Vilarinho de Cotas